# Каушани
Кауша́ни (рум. Căuşeni, Кеушень) — місто в Молдові, центр Каушанського району за 22 км на південь від Бендер у долині річки Ботна. На 1970, населення становило — 13 тис. жителів, у 1991 — 21,2 тис. осіб, у 2005 — 17.7 тис. жителів.

## Населення

### Національність
Розподіл населення за національністю за даними перепису 2004 року:
| Національність   | Відсоток |
| ---------------- | -------- |
| молдовани/румуни | 83,39%   |
| росіяни          | 8,56%    |
| українці         | 5,4%     |
| болгари          | 1,54%    |
| гагаузи          | 0,46%    |
| інші             | 0,65%    |

## Історія
Містечко Бендерського повіту Бесарабської губернії, на р. Ботні, в 23 в. від у.м. Бендер. 430 дв.,3752 жит. 2 правосл. црк., 3 євр. молитовн. будинки, школи, крамниці, винні льохи, свічкарня; щотижневі й двотижневі базари. Руїни фортеці Гуші, або Гуссейн, побудованої татарами й розореної наприкінці XVI століття козаками. Згодом татари відновили фортецю і назвали її К.: до останнього часу існування Буджацької орди тут була літня резиденція ханів. Жителі — малороси і євреї; головні їхні заняття — землеробство, скотарство й виноробство.
Пам'ятний у військовій історії подвиг полковника М.І. Платова, що у кампанію 1789 р. 13 вересня атакував зведені тут турками окопи, хоча мав при собі тільки козаків і загін кінних єгерів. Відзначився у захопленні К. і генерал-поручик  В.А. принц Ангальт-Бернбурзький. Ворог тікав, залишивши нам 3 знаряддя й весь табір. Заняттям К. перервано було сполучення з фортецею Бендери, яку мав намір опанувати кн. Потьомкін, з іншими турец. фортецями. В 1789 році Каушани були окуповані Платовим.

## Сучасні Каушани
У часи МРСР у Каушанах працювали виноробний і консервний заводи (нині — філія «Orhei-Vit»), а також було розвинене виробництво килимів (зараз не існує), Елеватор АТ «Elevator Kelley-Grains» (найбільший у Молдові Каушанський елеватор має місткість 135 тисяч тонн і є третім за обсягом у світі), ЗОНК (завод по очищенню насінь кукурудзи; зараз — майже не працює), цегельний завод.
У місті є 4 ліцеї (3 молдовських і російський), молдовська школа, будівельний коледж, 6 дитячих садків, автошкола, музична школа. Зараз у Каушанах є телебачення (Studia-L), багато магазинів, барів, кафе, банків, офісів різних служб і організацій. Каушани із супутника з оцінками об'єктів.(http://wikimapia.org/#lat=46.6431314&lon=29.4125462&z=16&l=1&m=a&v=2 [Архівовано 25 серпня 2011 у WebCite])

## Визначні пам'ятки

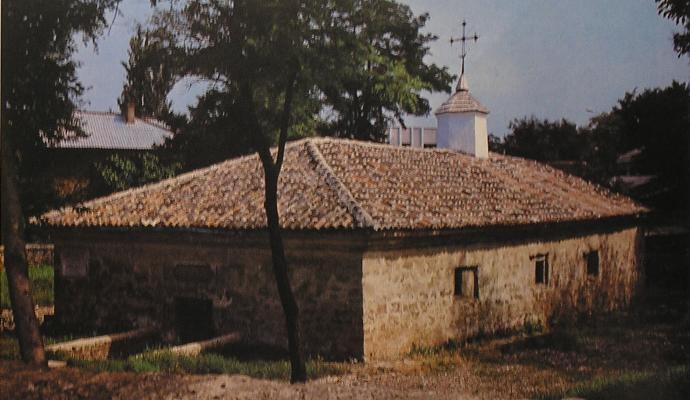
Церква Успіння

У Каушанах знаходиться пам'ятка архітектури XVII-XVIII століття — церква Успіння з розписами роботи місцевих майстрів.
У місті є пам'ятники М. Емінеску, Д. Кантемиру, і іншим, а також загиблим в німецько-радянській війні каушанцям з вічним вогнем і фонтаном (довго не працював). Пам'ятник Леніну було демонтовано після проголошення Молдовою незалежності.

## Відомі каушанці
- Лев Беринський — єврейський поет
- Сергій Беринський — російський композитор
- Грігоре Грігоріу (1941—2003) — молдовський кіноактор. Фільми «Мій ласкавий і ніжний звір», «Табір іде в небо» і ін.
- Яків Копанський — молдовський історик